# Гільєрмо Талавера
Луїс Гільєрмо Талавера Гутьєррес (ісп. Luis Guillermo Talavera Gutiérrez; нар. 13 грудня 1980) — венесуельський борець греко-римського стилю, дворазовий срібний та триразовий бронзовий призер Панамериканських чемпіонатів, бронзовий призер Панамериканських ігор, чемпіон Південноамериканських ігор, чемпіон Центральноамериканських і Карибських ігор, дворазовий чемпіон Боліваріанських ігор.

## Життєпис
Боротьбою почав займатися з 1996 року.
Виступає за клуб C. L. Vereo. Тренер — Цезар Апонте.

## Спортивні результати на міжнародних змаганнях

### Виступи на Чемпіонатах світу
| Змагання                        | Збірна    | Вагова категорія                 | Місце |
| ------------------------------- | --------- | -------------------------------- | ----- |
| Чемпіонат світу з боротьби 2005 | Венесуела | греко-римська боротьба, до 96 кг | 13    |
| Чемпіонат світу з боротьби 2006 | Венесуела | греко-римська боротьба, до 96 кг | 24    |

### Виступи на Панамериканських чемпіонатах
| Змагання                                   | Збірна    | Вагова категорія                  | Місце  |
| ------------------------------------------ | --------- | --------------------------------- | ------ |
| Панамериканський чемпіонат з боротьби 2001 | Венесуела | греко-римська боротьба, до 85 кг  | Бронза |
| Панамериканський чемпіонат з боротьби 2002 | Венесуела | греко-римська боротьба, до 120 кг | Бронза |
| Панамериканський чемпіонат з боротьби 2003 | Венесуела | греко-римська боротьба, до 96 кг  | Бронза |
| Панамериканський чемпіонат з боротьби 2005 | Венесуела | греко-римська боротьба, до 96 кг  | Срібло |
| Панамериканський чемпіонат з боротьби 2007 | Венесуела | греко-римська боротьба, до 96 кг  | Срібло |

### Виступи на Панамериканських іграх
| Змагання                  | Збірна    | Вагова категорія                 | Місце  |
| ------------------------- | --------- | -------------------------------- | ------ |
| Панамериканські ігри 2003 | Венесуела | греко-римська боротьба, до 96 кг | Бронза |

### Виступи на Південноамериканських іграх
| Змагання                       | Збірна    | Вагова категорія                 | Місце  |
| ------------------------------ | --------- | -------------------------------- | ------ |
| Південноамериканські ігри 2006 | Венесуела | греко-римська боротьба, до 96 кг | Золото |

### Виступи на Центральноамериканських і Карибських іграх
| Змагання                                     | Збірна    | Вагова категорія                 | Місце  |
| -------------------------------------------- | --------- | -------------------------------- | ------ |
| Центральноамериканські і Карибські ігри 2006 | Венесуела | греко-римська боротьба, до 96 кг | Золото |

### Виступи на Боліваріанських іграх
| Змагання                 | Збірна    | Вагова категорія                 | Місце  |
| ------------------------ | --------- | -------------------------------- | ------ |
| Боліваріанські ігри 2001 | Венесуела | греко-римська боротьба, до 85 кг | Золото |
| Боліваріанські ігри 2005 | Венесуела | греко-римська боротьба, до 96 кг | Золото |

### Виступи на змаганнях молодших вікових груп
| Змагання                                      | Збірна    | Вагова категорія                 | Місце |
| --------------------------------------------- | --------- | -------------------------------- | ----- |
| Чемпіонат світу з боротьби серед юніорів 2000 | Венесуела | греко-римська боротьба, до 97 кг | 22    |